# 圣胡安西托
圣胡安西托（San Juancito de las Minas) 是洪都拉斯弗朗西斯科-莫拉桑省的一个市镇，位于首都特古西加尔巴东北，2009年有人口1,400人。其主城区被印在500洪都拉斯伦皮拉上。
圣胡安西托地势崎岖，主要植被为云雾森林。

## 历史
在16世纪西班牙殖民时代，继特古西加尔巴以后，当地也发现了白银，自此以后，西班牙捕获的加勒比海黑奴在此开采矿石，直到1821年中美洲各国相继独立，西班牙人才撤出当地，矿山开采才暂时告一段落。特古西加尔巴因为工商业的发展，逐渐成为洪都拉斯最大的城市，还在1849年成为了洪都拉斯的首都。由于偏僻，同样是矿业城市的圣胡安西托却陷入了沉寂，百姓不再依靠采矿而是靠种植业为生，过着贫困的生活。 

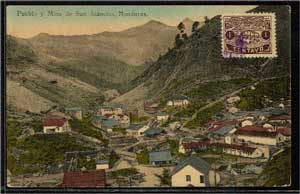
明信片上的圣胡安西托

其实，洪都拉斯政府也意识到了圣胡安西托银矿的潜在价值，但囿于资金不足，技术落后，无力开采。1880年，洪都拉斯总统馬爾科·奧雷利奧·索托宣布对国内所有银矿免税20年，以鼓励外国投资。美国纽约商人Julius Valentine取得了圣胡安西托的银矿开采权，并同洪都拉斯政府建立了埃尔罗萨里奥矿业公司（El Rosario ) 。埃尔罗萨里奥公司拥有16层的地下矿井，每个竖井比上面的竖井深100英尺，而横向隧道则向山区延伸了超过半英里。 该矿在鼎盛时期拥有超过三千名员工，而这个小镇却成长为超过四万五千人的城市。罗萨里奥采矿公司也为工人支付了丰厚的酬劳。几十年来，受惠于白银的开采，圣胡安西托成为了20世纪初洪都拉斯最大，最富有的城市。 
圣胡安西托创造了洪都拉斯的许多个历史上的「第一」，在美国的帮助下，蒸汽锅炉能源被水电站代替，圣胡安西托甚至成为了洪都拉斯第一个通电的城市，洪都拉斯最早的电报线路也连接了特古西加尔巴和圣胡安西托，百事可乐公司还在当地建了洪都拉斯第一家饮料装瓶厂，洪都拉斯最早的电影院也建于本市。极盛时期，美国在圣胡安西托还建有领事馆。 

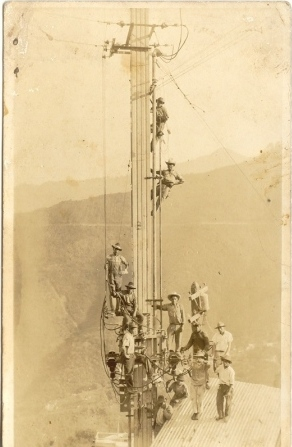
圣胡安西托水电站的工人

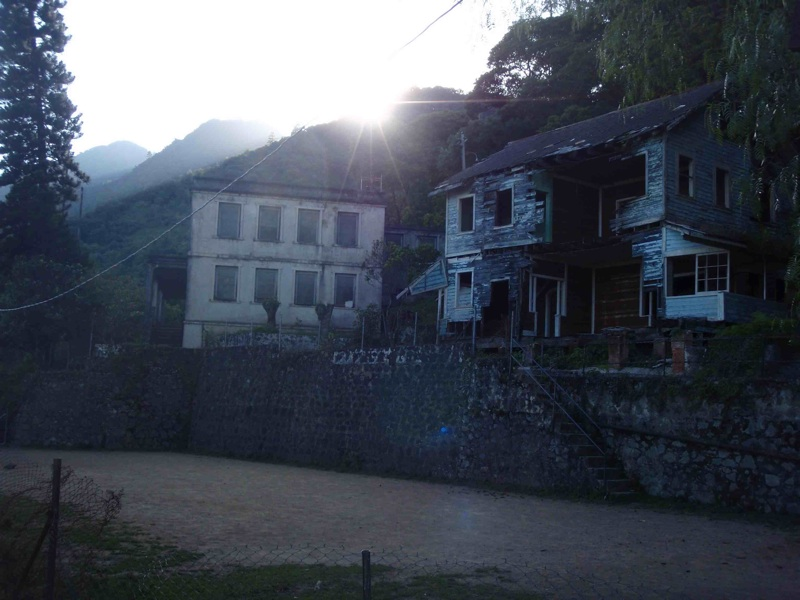
美国驻圣胡安西托领事馆旧址

1954年后，圣胡安西托的银矿趋于枯竭，大量矿山工人失业；富裕家庭迁回特古西加尔巴。年轻人也纷纷离开小镇；到特古西加尔巴等大城市寻找工作。圣胡安西托逐渐衰败。1998年夏天的颶風米契更是对当地造成了毁灭性的破坏，大量历史悠久的房屋被飓风摧毁，常住人口骤降至不足千人。至此，圣胡安西托已经完全衰落。
现代圣胡安西托主要产业为咖啡种植。

## 交通
起始于特古西加尔巴的洪都拉斯25号国道经过了圣胡安西托。

## 旅游业
拉蒂格拉国家公园成立后，圣胡安西托作为森林公园的一部分开始出现了游客。